# Canadian Helicopters

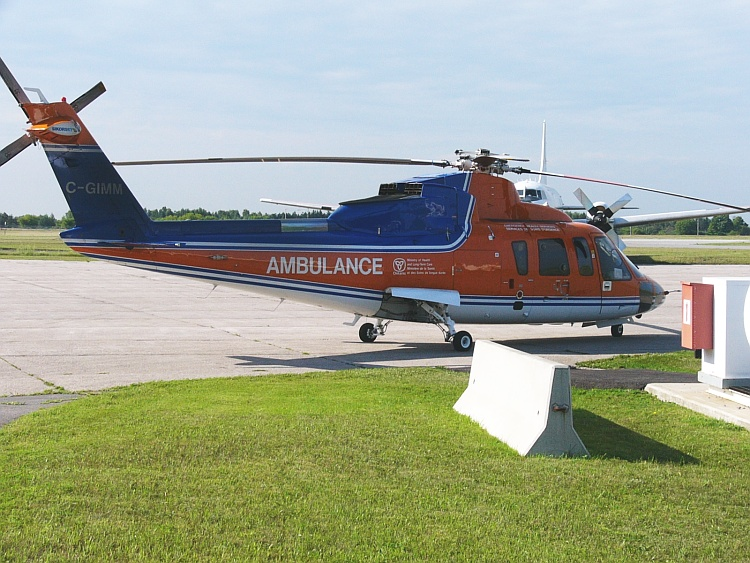
Ранняя модель вертолёта Сикорски S-76A авиакомпании Canadian Helicopters в роли санитарной авиации

Canadian Helicopters Limited, действующая как Canadian Helicopters, — крупнейшая вертолётная авиакомпания Канады, эксплуатирующая воздушный парк из 132 вертолётов и использующая 43 собственные наземные базы по всей стране. Является дочерним подразделением авиационного холдинга CHC Helicopter.
Canadian Helicopters занимается обеспечением работы мобильных групп скорой медицинской помощи (санитарная авиация), обслуживает инфраструктуру наземных объектов воздушных баз других авиакомпаний, осуществляет ремонтные работы, снабжение и перевозку грузов для предприятий нефте- и газодобывающей промышленности, лесного хозяйства и других предприятий.
Авиакомпании организует три лётные школы для подготовки и переподготовки пилотов, а также имеет несколько дочерних предприятий по ремонту и техническому обслуживанию самолётного и вертолётного парка других авиакомпаний. Canadian Helicopters сотрудничает с государственными агентствами Соединённых Штатов Америки, в частности в области тушения лесных пожаров и широкомасштабных программах по геофизической разведке.

## История
Canadian Helicopters была образована в 1946 году и год спустя начала операционную деятельность. Вплоть до ноября 2000 года авиакомпания была подразделением для внутренних вертолётных перевозок холдинга CHC Helicopter Corporation, затем холдинг заключил соглашение с Фондом по приоритетному развитию солидарности (FSTQ) о выкупе собственным менеджментом двух дочерних перевозчиков Canadian Helicopters Eastern и Canadian Helicopters Western, в результате чего топ-менеджеры авиакомпании и сам Фонд получили 10 и 45 процентов в собственности Canadian Helicopters соответственно, в то время, как управляющий холдинг сохранил за собой 45 % собственности перевозчика. Вся процедура сделки полностью завершилась к ноябрю 2000 года, после чего дочерние компании, работавшие в западных и восточных районах Канады, были объединены в одно подразделение с единой областью интересов Canadian Helicopters Limited.

## Базы авиакомпании

### Канада
- Британская Колумбия — Форт-Нельсон, Форт Сент-Джон, Голден, Камплупс, Пентиктон (лётная школа), Смитерс, Террейс, Вернон.
- Альберта — западный главный офис в Эдмонтоне, Эдмонтон, Форт-Мак-Мюррей, Гранд-Прейри, Хай-Левел, Лас-Ла-Бич.
- Онтарио — Кенора (санитарная авиация), Лондон (санитарная авиация), Маркхэм (лётная школа), Торонто Баттонвил, Маркхэм, Мусони (санитарная авиация), Оттава (санитарная авиация), Садбери (санитарная авиация), Гарсон, Тандер-Бей (санитарная авиация), Торонто (санитарная авиация), Торонто (главный офис).
- Манитоба — Саутпорт (Allied Wings)
- Северо-Западные Территории — Форт-Симпсон, Инувик, Норман-Уэллс
- Nunuvat — Кеймбридж-Бей, Холл-Бич, Икалуит
- Квебек — корпоративные офисы: Монреаль, Ле-Седр, Чевери, Чибогамо, Квебек (лётная школа), Сент-Фуа, LG2 (Вапчивем), Редиссон, Сет-Иль
- Ньюфаундленд — Бишоп-Фоллс, Сент-Олбенс/Конни-Ривер, Конни-Ривер, Гус-Бей, Пасадина, Фредериктон
- Нью-Брансуик — Линкольн
- Новая Шотландия — Галифакс (санитарная авиация)

### США
Для работы на территории США авиакомпания эксплуатирует базу в Эдмонтоне, провинция Альберта.

## Воздушный флот
По состоянию на февраля 2010 года воздушный флот авиакомпании Canadian Helicopters состоял из 132 судов:
- Bell 206B и 206L
- Bell 212
- AS 350
- AS 355F-1
- Sikorsky S-76A
- Sikorsky S-61N